# Цикл Аллама
Цикл Аллама або цикл Аллама-Фетведта — це процес перетворення вуглецевого палива на теплову енергію з уловлюванням утвореного вуглекислого газу та води. Цей цикл нульових викидів було підтверджено на випробувальному об'єкті потужністю 50 МВт, що живиться природним газом, у Ла-Порте, штат Техас, у травні 2018 року. Це промислове підприємство належить і управляється NET Power LLC, приватною компанією з ліцензування технологій. NET Power належить Constellation Energy Corporation, Occidental Petroleum Corporation (Oxy) Low Carbon Ventures, Baker Hughes Company і 8 Rivers Capital, компанії, яка володіє патентами на цю технологію. Ключові винахідники, що стоять за цим процесом, — англійський інженер Родні Джон Аллам, американський інженер Джеремі Ерон Фетведт, американський вчений доктор Майлз Р. Палмер та американський бізнесмен і новатор Г. Вільям Браун-молодший. Цикл Аллама-Фетведта був визнаний MIT Technology Review у списку 10 проривних технологій 2018 року.
Отже, США запустили першу у світі ТЕС, що працює на основі циклу Аллама.
Система має ККД 58,9 % і високу ступінь уловлювання СО2 – майже 100 %. Тобто цикл Аллама дозволяє виробляти електроенергію без викидів парникових газів у навколишнє середовище. 

## Інтернет-ресурси
- Process diagram for natural gas
- Process diagram for coal
- Mass flow diagram
- Pressure and specific enthalpy diagram